# Leopold Infeld
Leopold Infeld (n. 20 august 1898, Cracovia, Austro-Ungaria – d. 15 ianuarie 1968, Varșovia, Polonia) a fost un fizician polonez de origine evreiască. A activat în Polonia și Canada (1938–1950). A fost bursier Rockefeller la Universitatea Cambridge (1933–1934) și membru al Academiei de Științe a Poloniei.

## Biografie
Leopold Infeld s-a născut într-o famile de evrei din Cracovia, la acea vreme parte a   monarhiei austro-ungare. A studiat fizica în cadrul Universității Jagellone din orașul natal iar după 1920 la Berlin unde a fost ajutat de către Albert Einstein pentru a fi primit la Universitate. A oținut titlul de doctor în fizică în anul 1921. În 1933 se stabilea în Anglia, mai târziu în SUA iar după decesul primei sale soții, Halina, se stabilește definitiv în Canada

## Opere
- Infeld, L.; Hull, T. E. (1953). „Factorization Method (Metoda factorizării)”. Rev Mod Phys. 23: 21. doi:10.1103/RevModPhys.23.21.
- Infeld, Leopold (2006). Quest: An Autobiography (ed. Reprint). American Mathematical Society. ISBN 0-8218-4073-8. (originally published in 1965)